# Discografia dei Sepultura
La discografia dei Sepultura è molto ampia e inizia dal 1986 al 2017 tra album in studio, album live, EP e raccolte.

## Album in studio
| Data             | Titolo                                                    | Etichetta                       |
| 10 novembre 1986 | Morbid Visions                                            | Cogumelo Records                |
| 30 ottobre 1987  | Schizophrenia                                             | Cogumelo Records                |
| 5 settembre 1989 | Beneath the Remains                                       | Roadrunner Records              |
| 2 aprile 1991    | Arise                                                     | Roadrunner Records              |
| 2 settembre 1993 | Chaos A.D.                                                | Roadrunner Records/Epic Records |
| 12 marzo 1996    | Roots                                                     | Roadrunner Records              |
| 6 ottobre 1998   | Against                                                   | Roadrunner Records              |
| 20 marzo 2001    | Nation                                                    | Roadrunner Records              |
| 27 maggio 2003   | Roorback                                                  | SPV Records                     |
| 14 marzo 2006    | Dante XXI                                                 | SPV Records                     |
| 23 gennaio 2009  | A-Lex                                                     | Steamhammer Records             |
| 24 giugno 2011   | Kairos                                                    | Nuclear Blast                   |
| 25 ottobre 2013  | The Mediator Between the Head and Hands Must Be the Heart | Nuclear Blast                   |
| 13 gennaio 2017  | Machine Messiah                                           | Nuclear Blast                   |
| 7 febbraio 2020  | Quadra                                                    | Nuclear Blast                   |

## Raccolte e live
| Data              | Titolo                 | Etichetta          |
| 29 novembre 1996  | The Roots of Sepultura | Roadrunner Records |
| 3 giugno 1997     | Blood-Rooted           | Roadrunner Records |
| 24 settembre 2002 | Under a Pale Grey Sky  | Roadrunner Records |
| 8 novembre 2005   | Live in São Paulo      | SPV Records        |
| 12 settembre 2006 | The Best of Sepultura  | Roadrunner Records |
| 13 agosto 2021    | SepulQuarta            | Nuclear Blast      |

## EP
| Data             | Titolo              | Etichetta                                               |
| 1 dicembre 1985  | Bestial Devastation | Cogumelo Records Roadrunner Records (1990 - Remastered) |
| 1992             | Third World Posse   | Roadrunner Records (solo in Australia)                  |
| 1994             | Refuse/Resist       | Roadrunner Records                                      |
| 15 giugno 1999   | Tribus              | Roadrunner Records                                      |
| 22 novembre 2002 | Revolusongs         | Universal Records/SPV Records                           |

## Singoli
| Uscita | Titolo                    | Album                                                     | Etichetta          |
| 1991   | Under Siege (Regnum Irae) | Arise                                                     | Roadracer Records  |
| 1991   | Dead Embryonic Cells      | Arise                                                     | Roadracer Records  |
| 1992   | Arise                     | Arise                                                     | Roadracer Records  |
| 1993   | Refuse/Resist             | Chaos A.D.                                                | Roadrunner Records |
| 1993   | Territory                 | Chaos A.D.                                                | Roadrunner Records |
| 1994   | Slave New World           | Chaos A.D.                                                | Roadrunner Records |
| 1996   | Attitude                  | Roots                                                     | Roadrunner Records |
| 1996   | Ratamahatta               | Roots                                                     | Roadrunner Records |
| 1996   | Roots Bloody Roots        | Roots                                                     | Roadrunner Records |
| 1997   | Attitude                  | Ozzfest Live                                              | Ozz Records        |
| 1998   | Choke                     | Against                                                   | Roadrunner Records |
| 1999   | Against                   | Against                                                   | Roadrunner Records |
| 2001   | Nation                    | Nation                                                    | Roadrunner Records |
| 2003   | Roorback                  | Roorback                                                  | Steamhammer        |
| 2006   | Convicted To Life         | Dante XXI                                                 | Steamhammer        |
| 2007   | Ostia                     | Dante XXI                                                 | Steamhammer        |
| 2013   | The Age Of The Atheist    | The Mediator Between the Head and Hands Must Be the Heart | Nuclear Blast      |
| 2015   | Sepultura Under My Skin   | The Mediator Between the Head and Hands Must Be the Heart | Nuclear Blast      |
| 2020   | Tainted Love              |                                                           | Som Livre          |

## Apparizioni in compilation
- Skaters Have More Fun, Vol. 1 (1996)
- Hell Bent Forever: A Tribute to Judas Priest (2008)

## Videografia

### Video
| Anno | Title                  | Album                                                 | Regia                |
| ---- | ---------------------- | ----------------------------------------------------- | -------------------- |
| 1989 | "Inner Self"           | Beneath the Remains                                   | Aurelio Diaz         |
| 1991 | "Dead Embryonic Cells" | Arise                                                 | Bill Henderson       |
| 1992 | "Arise"                | Arise                                                 | Bill Henderson       |
| 1993 | "Refuse/Resist"        | Chaos A.D.                                            | Peter Christopherson |
| 1993 | "Territory"            | Chaos A.D.                                            | Paul Rachman         |
| 1994 | "Slave New World"      | Chaos A.D.                                            | Thomas Mignone       |
| 1996 | "Roots Bloody Roots"   | Roots                                                 | Thomas Mignone       |
| 1996 | "Ratamahatta"          | Roots                                                 | Fred Stuhr           |
| 1996 | "Attitude"             | Roots                                                 | Block                |
| 1998 | "Choke"                | Against                                               | Raul Machado         |
| 2003 | "Bullet the Blue Sky"  | Revolusongs                                           | Ricardo Della Rosa   |
| 2004 | "Mind War"             | Roorback                                              | Ricardo Della Rosa   |
| 2005 | "Refuse/Resist" (live) | Live in São Paulo                                     | Lecuck Ishida        |
| 2006 | "Convicted in Life"    | Dante XXI                                             | Luis Carone          |
| 2008 | "Ostia"                | Dante XXI                                             | Geraldo Moraes       |
| 2009 | "We've Lost You"       | A-Lex                                                 | André Moraes         |
| 2009 | "What I Do!"           | A-Lex                                                 | Sepultura            |
| 2013 | "The Vatican"          | The Mediator Between Head and Hands Must Be the Heart | Rafael Kent          |
| 2014 | "Da Lama ao Caos"      | The Mediator Between Head and Hands Must Be the Heart | Rafael Kent          |
| 2016 | "Phantom Self"         | Machine Messiah                                       | Mauricio Eça         |

### VHS
- Under Siege (Live in Barcelona) (VHS, Roadrunner, 1991)
- Third World Chaos (VHS, Roadrunner, 1995)
- We Are What We Are (VHS, Roadrunner, 1996)

### Album video
- Chaos DVD (DVD compilation of the 3 VHS releases, 2002)
- Live In São Paulo (Live concert, 2005)